# Тастанов, Убби
Убби Тастанов (1904 год, аул Чулан-Курган, Туркестанский край, Российская империя — дата и место смерти неизвестны) — колхозник, чабан колхоза имени Калинина, Герой Социалистического Труда (1948). Депутата Верховного Совета Казахской ССР 4 созыва.

## Биография
Родился в 1904 году в ауле Чулан-Курган. До 1930 года занимался батрачеством. С 1930 года трудился чабаном в колхозе имени Калинина. Участвовал в Великой Отечественной войне. После демобилизации возвратился в родной колхоз, в котором продолжил трудиться чабаном. В 1957 году был назначен старшим чабаном.
В 1947 году вырастил 688 ягнят от 560 овцематок. За этот доблестный труд был удостоен в 1948 году звания Героя Социалистического Труда.
Избирался депутатом Верховного Совета Казахской ССР 4 созыва.
Умер после 1985 года.

## Награды
- Герой Социалистического Труда — указом Президиума Верховного Совета СССР от 23 июля 1948 года;
- Орден Ленина (1948).